# Faringite estreptocócica
Faringite estreptocócica é uma infecção da faringe causada pela bactéria Streptococcus pyogenes, também conhecida como estreptococo beta-hemolítico do grupo A de Lancefield. Os sintomas mais comuns incluem febre, dor à deglutição, mal-estar, anorexia, astenia, amidalite e aumento dos gânglios linfáticos cervicais. Dores de cabeça e náuseas ou vômitos também podem ocorrer, especialmente em crianças. Alguns podem também desenvolver sintomas clássicos de escarlatina. Os sintomas geralmente começam de um a três dias após o contágio e duram de sete a dez dias.
A doença é transmitida pelo contato direto ou indireto (através de fômites) com os aerossóis expelidos por uma pessoa infectada. Algumas pessoas podem transportar a bactéria sem apresentar sintomas. O diagnóstico é confirmado através de teste rápido ou por cultura de orofaringe.
A forma básica de prevenção consiste nas lavagem das mãos e o não compartilhamento de utensílios de mesa. Não existe vacina para a doença. O tratamento com antibióticos é recomendado apenas em pacientes com diagnóstico confirmado. Os infectados devem manter distância de outras pessoas por, pelo menos, 24 horas após o início do tratamento. A dor de garganta pode ser tratada com paracetamol (acetaminofeno) e anti-inflamatórios não-esteroidais (AINEs), como o ibuprofeno.
A faringite estreptocócica é uma infecção bacteriana comum em crianças, sendo a causa de 15-40% dos quadros de dor de garganta nesse grupo etário. A prevalência em adultos é de 5-15%. As potenciais complicações incluem febre reumática e abscesso peritonsilar.

## Sintomas e indícios
Os sintomas comuns da faringite estreptocícica estão associados à dor de garganta, dor ao engolir — odinofagia —, febre superior a 38 °C, exsudato amigdaliano — pus nas amígdalas — e gânglios linfáticos cervicais inflamados.
Outros indícios inclúem: dor de cabeça, náuseas e vómitos, dor abdominal, dor muscular, febre escarlata ou petéquias palatais. Estas últimas são pouco comuns, mas são uma constatação altamente específica. O período de incubação e, portanto, o início dos sintomas desta doença ocorre entre as primeiras 24 e 72 horas após o contágio. Se o indivíduo padecer de conjuntivite, ronqueira, secreção nasal ou úlceras na boca, ou se não tiver febre, é pouco provável que se trate de faringite estreptocócica.

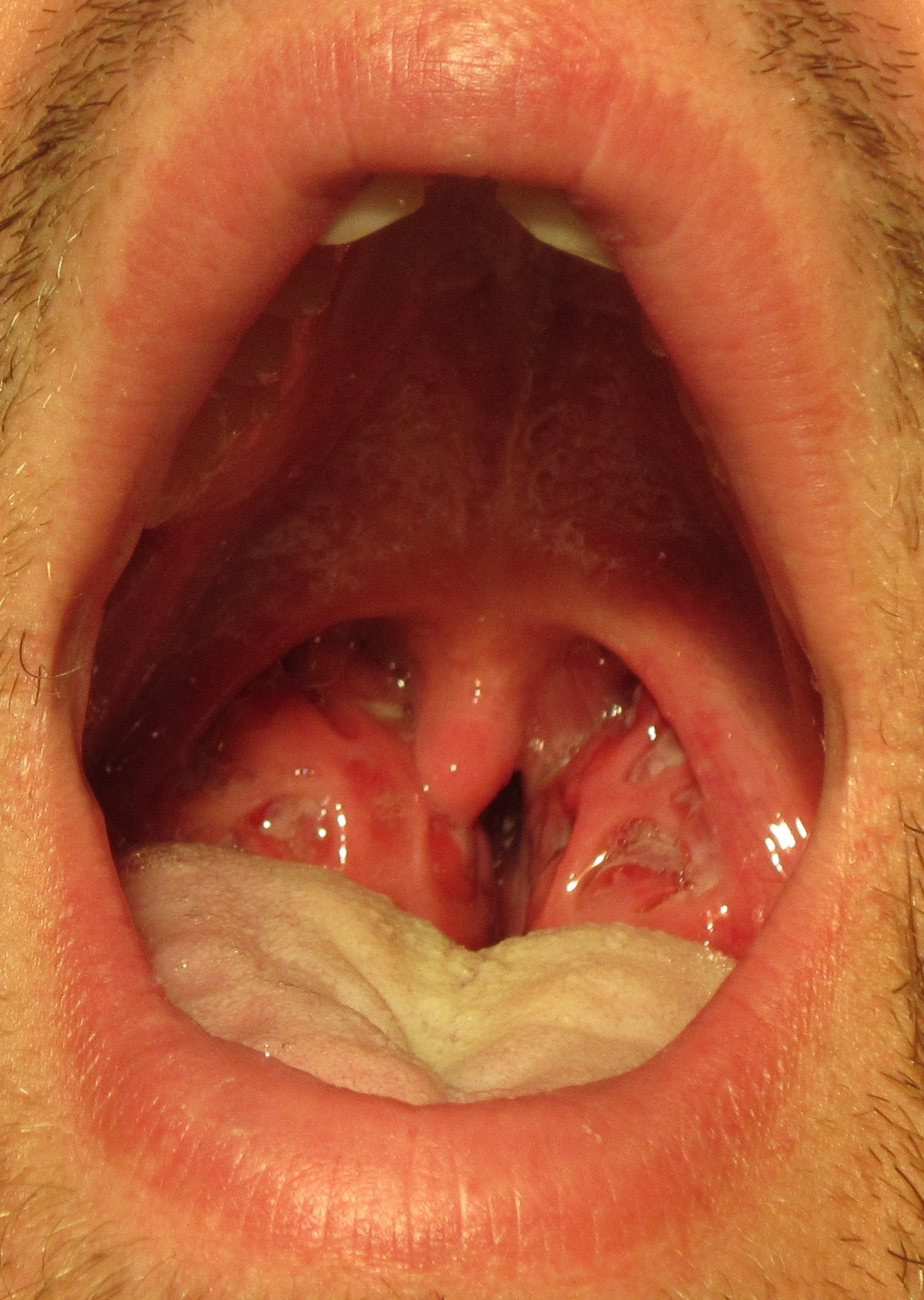
Infeção de garganta com cultivo positivo de estreptococos do grupo A. Repare-se nas amigdalas inflamadas com exsudatos esbranquiçada.
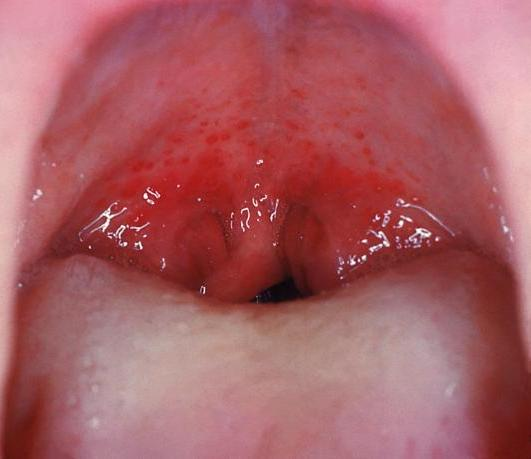
Boca bem aberta mostrando a garganta. Note-se as petéquias, ou pontos de cor vermelha, no véu do palato. Esta condição é pouco comum mas altamente específica para a faringite estreptocócica.
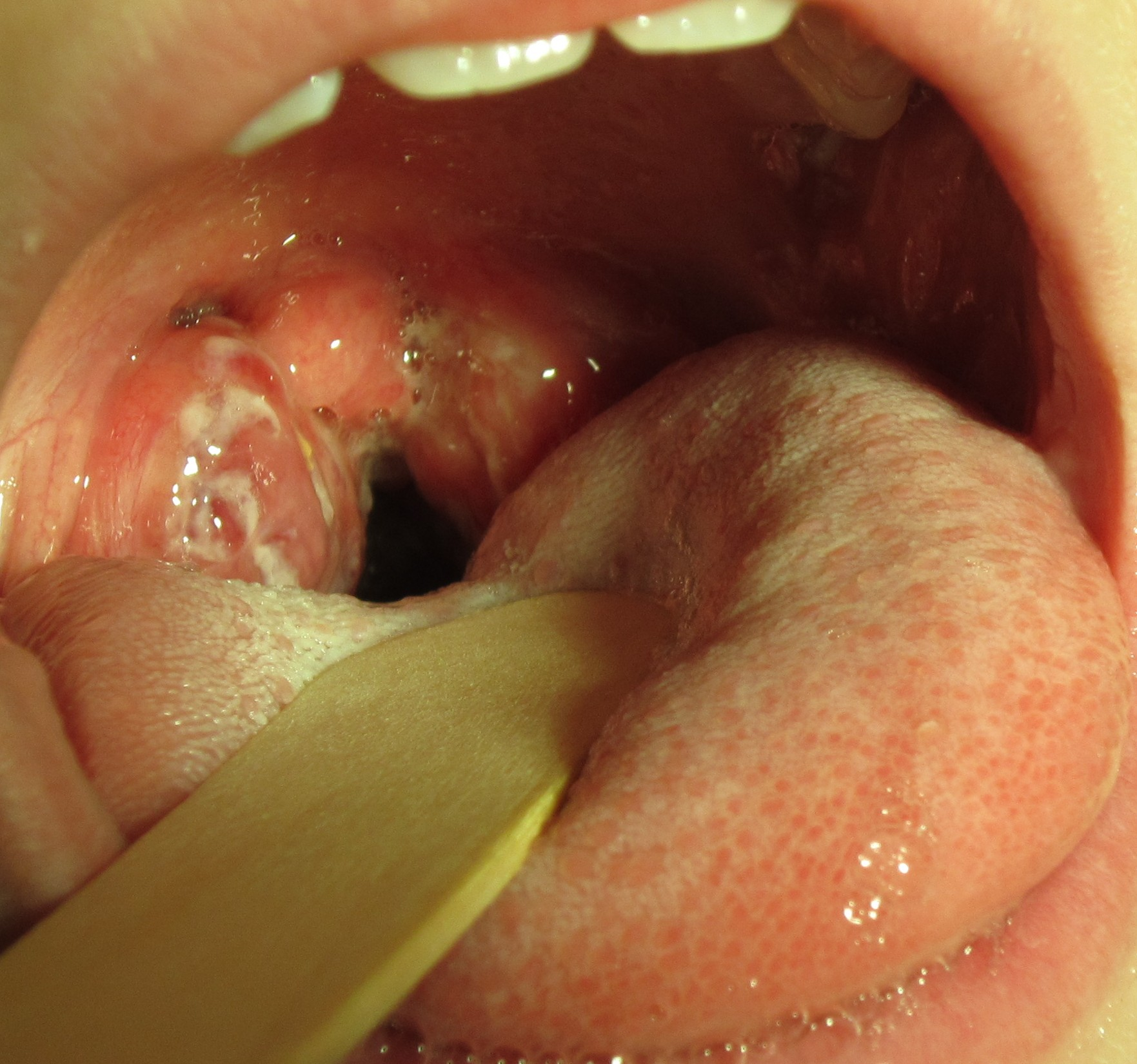
Amígdalas inflamadas na parte posterior da garganta cobertas por exsudato esbranquiçado.[14] Um caso de cultivo positivo de faringite estreptocócica com exsudatos amigdalares típicos numa criança de 8 anos.

## Tratamento
Na evolução habitual da faringite estreptocócica não-complicada, os sintomas sofrem resolução depois de 3 a 5 dias. O tempo e evolução é ligeiramente encurtado pelo tratamento, instituído basicamente para evitar as complicações supurativas e a febre reumática aguda, cuja prevenção depende da erradicação do microrganismo da faringe, e não simplesmente da resolução dos sintomas.
O tratamento é feito com penicilina benzatina (bezetacil) por via intramuscular dose única ou amoxicilina por via oral durante 10 dias. Se o paciente for alérgico a penicilina, pode-se fazer eritromicina por via oral durante 10 dias ou azitromicina por via oral durante 5 dias.

## Complicações
As complicações supurativas da faringite estreptocócica resultam da disseminação da infecção da mucosa faríngea para tecidos mais profundos por extensão direta ou por vias hematogênica ou linfática, podendo consistir em linfadenite cervical, abscesso periamigdaliano ou retrofaríngeo, sinusite, otite média, meningite, bacteremia, endocardite, pneumonia.
As complicações não-supurativas incluem febre reumática aguda e glomerulonefrite pós-estreptocócica, acreditando-se que ambas possam resultar de respostas imunes à infecção estreptocócica. Foi constatado que o tratamento dessa doença com penicilina reduz a probabilidade de febre reumática, mas não de glomerulonefrite pós-estreptocócica.